# 7 frimaire
7 brumaire 7 nivôse
Le septidi 7 frimaire, officiellement dénommé jour du chou-fleur, est le 67e jour de l'année du calendrier républicain.
C'était généralement le 27e jour du mois de novembre dans le calendrier grégorien.